# مریتا (کارولینای شمالی)
مریتا (به انگلیسی: Marietta) شهری در ایالت کارولینای شمالی کشور ایالات متحده آمریکا است که جمعیت آن در سرشماری سال ۲۰۱۰ میلادی، ۱۷۵ نفر بوده‌است.